# 벵골 수바
벵골 수바는 16세기부터 18세기까지 오늘날의 방글라데시, 인도의 서벵골주, 비하르주, 자르칸드주, 오디샤주의 일부 지역을 포함하는 벵골 지역의 무굴 수바로, 무굴 제국에서 가장 큰 수바이다. 벵골 수바는 세계 주요 무역국이었던 벵골 술탄국이 해체된 후 이 지역이 무굴 제국에 흡수되면서 설립되었다. 벵골은 인도 아대륙에서 가장 부유한 지역이었다.
벵골 수바는 "민족의 낙원", "벵골의 황금기" 등으로 다양하게 묘사되고 있다. 네덜란드 동인도 회사가 아시아에서 수입하는 물자의 40%를 벵골 수바가 차지했다. 벵골 동부 지역은 섬유 제조, 조선업 등의 산업에서 세계적으로 두각을 나타냈으며, 실크와 면직물, 철강, 질산염, 농산물의 주요 수출국이었다. 이 지역은 또한 영국-벵골 전쟁의 최전선이기도 했다.
18 세기에 벵골은 무굴의 주권을 행사하는 벵골 나와브의 통치하에 반독립 국가로 부상했다. 벵골은 원시 산업화를 시작하여 최초의 산업 혁명, 특히 산업용 섬유 제조에 크게 기여했다. 1757년과 1764년, 영국 동인도 회사는 벵골의 나와브를 플라시 전투와 벅사르 전투에서 격파했고, 벵골은 영국의 영향력 아래 놓이게 되었다. 벵골은 영국 동인도 회사의 정복 이후 탈공업화되었다. 1765년 무굴 황제 샤 알람 2세는 벵골에 대한 수익권을 회사에 부여하고 1793년에 사법권을 부여했다. 1803년, 황제는 동인도 회사의 군주가 되지 못했고 무굴 제국의 '벵골, 베하르, 오리사주'는 공식적으로 동인도 회사령으로 편입되었다. 1813년, 동인도 회사법 1813에 따라 회사 영토의 주권이 왕실로 이전되었다.